# Finn (Star Wars)
Finn (původně označovaný jako FN-2187) je jedním z hlavních protagonistů filmu z roku 2015, Star Wars: Síla se probouzí. V tomto filmu je stormtrooperem Prvního řádu, který uteče poté, co je šokovaný krutostmi během své první bitvy a který se přidá k protistraně. Hraje ho britský herec John Boyega.

## Obsazení a vznik
K tomu, jak dostal roli Finna, Boyega řekl, "Jako každému jinému herci, mi zavolal agent s nabídkou. A náhodou bylo tou nabídkou zahrát si hlavní roli ve Star Wars. Poprvé jsem potkal J. J. s Tomem Cruisem [při nahrávání dialogu pro sérii Mission: Impossible]. Ostatní mi v té době říkali, 'Miluju [Boyegův předešlý film] Attack the Block a chtěl bych tě do něčeho obsadit.' Ale J.J. ne. Úplně to přešel a řekl — 'Jasně jasně, někam tě šoupnu' — a pak přišel po 4 letech s touto úžasnou nabídkou."
Finnovo kódové označení jako stormtroopera, FN-2187, je odkaz na číslo cely, ve které byla držena princezna Leia během druhé poloviny Star Wars: Epizoda IV – Nová hrozba (1977).

## Výskyt

### Síla se probouzí
FN-2187 je stormtrooper Prvního řádu sloužící pod kapitánkou Phasmou a Kylo Renem. Byl odebrán svým rodičům jako malé dítě a celý svůj život strávil vojenským tréninkem.
Zúčastnil se mise na získání informací o místě pobytu Luka Skywalkera, během které se vyděsí, když Ren přikáže zmasakrovat civilisty, což jeho spolubojovníci bez řečí provedou. Phasma a Ren si ale povšimnou jeho neschopnosti zabíjet a Phasma mu proto přikáže, aby se hlásil k nápravě, aby pak mohl lépe plnit své příkazy.
FN-2187, který chce utéct od Prvního řádu, vezme zajatého pilota Rebelů Poe Damerona, aby mu pomohl s útěkem a aby řídil stíhačku TIE Fighter. Zatímco pilotuje, Poe pojmenuje FN-2187 jako "Finn", což se FN-2187 líbí mnohem víc a nechá si tak říkat už po zbytek filmu. Jejich loď narazí na planetu Jakku a Finn předpokládá, že Poe je mrtvý, když vidí, jak vrak lodi mizí v tekutém písku, aniž by tušil, že Poe už byl z lodi vymrštěn dávno do bezpečí.
Poeův astromech droid BB-8, nyní v péči sběračky šrotu Rey, si všimne, že bunda, kterou nosí Finn, dříve patřila Peovi. Rey předpokládá, že Finn je členem Rebelů poté, co řekne, že BB-8 má částečnou mapu, která vede k Jedi mistrovi Luku Skywalkerovi. Finn ji v tom nechá a doufá, že mu pomůže dostat BB-8 k Rebelům. Všichni tři společně utečou Prvnímu řádu na Millennium Falcon s pomocí Hana Sola a Chewbaccy. Han je odveze ke své přítelkyni Maz Kanata, která slíbuje, že je vezme k Rebelům. Ale než mohou odejít, Renovy síly je najdou a zajmou Rey.
Finn letí na základnu Rebelů, kde se potkává s generálkou Leiou Organou, C-3PO a R2-D2, který je v úsporném módu už od zmizení Luka. Finn odhalí některé detaily o superzbrani Prvního řádu, Starkiller Base, a prohlásí, že umí vypnout její štíty. Když pak ale přijede na planetu s Hanem a Chewbaccou, tak Finn přiznává, že na základně pracoval pouze v sekci údržby. Ale i tak se mu povede přemoct Phasmu a s namířenou pistolí ji donutí vypnout štíty. Tím umožní zaútočit Rebelům s podporou Republiky, které vede Poe. Solo je zabit, ale zbytek týmu osvobodí Rey a chystají se utéct.
Ren konfrontuje Finna a Rey v lesích a prohlašuje, že boj ještě neskončil. Finn se snaží s Rennem bojovat starým světelným mečem Luka Skywalkera, ale Ren ho v bitvě přemůže a vážně zraní. Rey pak převezmu Finnovo místo a sekne Rena přes tvář. Rey a Chewbacca uniknou v Millennium Falcon a převezou Finna - naživu, ale v bezvědomí - na základnu Rebelů k lékařskému ošetření.

### V dalších médiích
Finn je hratelná postava ve hře Disney Infinity 3.0, s hlasem Boyegy.

## Charakter
Když se ho zeptali na charakterové vlastnosti Finna, Boyega odpověděl, "Já myslím, že je to ta touha vystoupit z řady a udělat něco velkého, i když tomu neodpovídá nic okolo vás. Když jste mladí a na začátku svého života jako já; tak ještě jste toho příliš nedokázali a pak najednou musíte dělat to vše dospělé, být zodpovědný, pracovat a tak dál, už žádné maminka a tatínek se o vše postarají. A mě se zdá, jakoby Finn prožíval něco podobného, když opouští První řád. Opouští studijní osnovy, opouští systém a vydává se na svou vlastní cestu." Taky dodává, že ze začátku "je většina jeho rozhodnutí založena na adrenalinu. Jako např.  'Oukej, víte co? Teď vezmu tenhle blaster a pak uteču.' " Boyega pak dále dodává, že "jeho postava toho má až nad hlavu a navíc se nachází v extrémních situacích, což jednotlivé scény i scénář pak potvrzují a navíc se ukazuje, že nejde o problémy, které by šly jen tak lehce překonat."

## Přijetí
Finn byl kladně přijatý kritiky a Boyega chválen za jeho ztvárnění. Recenzent Jamie Graham napsal, "z nového trojúhelníku postav, Boyega přináší intenzitu a překvapivě nabroušené komické načasování." Kritici také chválí Finnův vztah k dalším postavám ve filmu. "Dynamika mezi Reyem a Finn je něco nového v Star Wars, její jasnozřivé hrdinství doplňující Boyegovu čtveráckou vtipnost... Jsou pryč neohrabané dialogy předchozích dílů  — místo toho jsou nahrazeny vážně chytrým textem, který často vede k pěkným momentům, hlavně s Hanem a Finnem." Drew McWeeny z magazínu HitFix poznamenává, "Boyega v sobě skloubí skvělou kombinaci strachu o svou budoucnost a neochotné hrdinství, které dokáže překrásně rozehrát a předvést tak i Finnův osobní rozvoj." Peter Travers z Rolling Stone popsal postavu jako "osvěžujíce komická a mazaná". Robbie Collin napsal, že Boyega má "(velmi legrační) napůl odvážný, napůl úzkostlivý, rádoby-hrdinný šmrnc" a podotýká, že navzdory tomu, že je "odvážný, okouzlující a vtipný", Finn "jenom chce, aby byl brán jako odvážný bojovník za svobodu, kterým si ale není jistý, že může být." Někteří kritici ale byli méně pozitivní. Ty Burr z The Boston Globe napsal, že "Boyegaův Finn je jedinou slabinou nového filmu, postava, která kolísá mezi ušlechtilými pohnutky a zbabělostí tak dlouho, až už nás přestane zajímat. Výkon je to dobrý, ale jenom dobrý, chybí tomu špetka toho správného vtipu, který je k tomu potřeba."
Postava byla také vystavena některým rasistickým reakcím od fanoušků online, na což Boyega reagoval, "nezkazí mi spánek takoví lidé." Po promítání prvního traileru, Boyega odpověděl kritikům, "Ty, kterých se to dotýká... Zvykněte si na to" a dále dodává, že "všechny filmy, které jsem dělal, mají v sobě skrytý komentář ke stereotypnímu uvažování. Je to o tom, aby lidé opustili svůj stav předpojatosti v mysli a uvědomili si, 'Kašlu na to, však sledujeme jen obyčejné lidi.' " Všem těm, kteří chtěli bojkovat film jako projev své rozmrzelosti nad černochem v roli stormtroopera, Boyega odpověděl, "Jsem hrdý na své dědictví a to my nikdo nemůže vzít. Nebyl jsem vychován, abych se bál lidí s odlišným názorem."